# Kivijärvi (Gällivare socken, Lappland, 743214-174640)
Kivijärvi är en sjö i Gällivare kommun i Lappland och ingår i Kalixälvens huvudavrinningsområde. Sjön har en area på 0,0943 kvadratkilometer och ligger 254,1 meter över havet.

## Delavrinningsområde
Kivijärvi ingår i det delavrinningsområde (743073-175219) som SMHI kallar för Mynnar i Tvärån. Medelhöjden är 287 meter över havet och ytan är 54,78 kvadratkilometer. Det finns inga avrinningsområden uppströms utan avrinningsområdet är högsta punkten. Koutojoki som avvattnar avrinningsområdet har biflödesordning 4, vilket innebär att vattnet flödar genom totalt 4 vattendrag innan det når havet efter 167 kilometer. Avrinningsområdet består mestadels av skog (84 procent) och sankmarker (10 procent). Avrinningsområdet har 0,38 kvadratkilometer vattenytor vilket ger det en sjöprocent på 0,7 procent.